# Ármin Pécsi
Ármin Pécsi, född 24 februari 2005, är en ungersk fotbollsmålvakt som spelar för Liverpool.